# 曹松
曹 松（そう しょう、830年? - 901年?）は、中国・唐代末期の詩人。字は夢徴。舒州桐城県の出身。若くして戦乱から逃れ、洪州の西山で隠遁生活を送った。最晩年の70歳を過ぎて科挙の進士試験に合格したが、その後まもなく世を去ったと伝えられる。
黄巣の乱を詠んだ「己亥歳（きがい の とし）」は、その結句「一将功成りて万骨枯る（いっしょう こう なりて ばんこつ かる）」（一人の将軍が功名を成した陰には万人の兵士たちの犠牲があるという意味）で広く知られ、戦争の空しさ、愚かさを訴える警句として使われている。
| スタブアイコン | サブスタブ | この項目は、まだ閲覧者の調べものの参照としては役立たない、人物に関連した書きかけの項目です。この項目を加筆・訂正などしてくださる協力者を求めています（P:人物伝/PJ:人物伝）。 |